# مانکتون هوفه
مانکتون هوفه انگلیسی: Monckton Hoffe فیلم‌نامه‌نویس، و نمایشنامه‌نویس اهل جمهوری ایرلند بود.
از فیلم‌هایی که وی در آن نقش داشته‌است، می‌توان به کارهای ناشایست جولیا اشاره کرد.